# Gran Premio di superbike di Buriram 2016
Il Gran Premio di superbike di Buriram 2016 è stata la seconda prova su tredici del campionato mondiale Superbike 2016, è stato disputato il 12 e 13 marzo sul circuito di Buriram e in gara 1 ha visto la vittoria di Jonathan Rea davanti a Tom Sykes e Michael van der Mark, la gara 2 è stata vinta da Tom Sykes che ha preceduto Jonathan Rea e Chaz Davies.
La vittoria nella gara valevole per il campionato mondiale Supersport 2016 è stata ottenuta da Jules Cluzel.

## Risultati

### Gara 1

#### Arrivati al traguardo
| Pos. | Nº  | Pilota                    | Squadra                  | Motocicletta           | Giri | Tempo     | Griglia | Punti |
| ---- | --- | ------------------------- | ------------------------ | ---------------------- | ---- | --------- | ------- | ----- |
| 1º   | 1   | Jonathan Rea              | Kawasaki Racing          | Kawasaki ZX-10R        | 20   | 31'32.311 | 2º      | 25    |
| 2º   | 66  | Tom Sykes                 | Kawasaki Racing          | Kawasaki ZX-10R        | 20   | +0.222    | 3º      | 20    |
| 3º   | 60  | Michael van der Mark      | Honda World Superbike    | Honda CBR1000RR SP     | 20   | +9.623    | 1º      | 16    |
| 4º   | 7   | Chaz Davies               | Aruba.it Racing - Ducati | Ducati 1199 Panigale R | 20   | +17.167   | 4º      | 13    |
| 5º   | 21  | Markus Reiterberger       | Althea BMW Racing        | BMW S1000 RR           | 20   | +18.894   | 9º      | 11    |
| 6º   | 22  | Alex Lowes                | Pata Yamaha              | Yamaha YZF R1          | 20   | +20.754   | 7º      | 10    |
| 7º   | 50  | Sylvain Guintoli          | Pata Yamaha              | Yamaha YZF R1          | 20   | +24.221   | 5º      | 9     |
| 8º   | 81  | Jordi Torres              | Althea BMW Racing        | BMW S1000 RR           | 20   | +31.064   | 10º     | 8     |
| 9º   | 15  | Alex De Angelis           | IodaRacing               | Aprilia RSV4 RF        | 20   | +34.348   | 19º     | 7     |
| 10º  | 32  | Lorenzo Savadori          | IodaRacing               | Aprilia RSV4 RF        | 20   | +34.479   | 18º     | 6     |
| 11º  | 2   | Leon Camier               | MV Agusta Reparto Corse  | MV Agusta 1000 F4      | 20   | +37.013   | 14º     | 5     |
| 12º  | 40  | Román Ramos               | Team GoEleven            | Kawasaki ZX-10R        | 20   | +41.113   | 15º     | 4     |
| 13º  | 151 | Matteo Baiocco            | VFT Racing               | Ducati 1199 Panigale R | 20   | +44.369   | 12º     | 3     |
| 14º  | 12  | Javier Forés              | Barni Racing             | Ducati 1199 Panigale R | 20   | +45.053   | 16º     | 2     |
| 15º  | 25  | Joshua Brookes            | Milwaukee BMW            | BMW S1000 RR           | 20   | +51.939   | 13º     | 1     |
| 16º  | 20  | Sylvain Barrier           | Pedercini Racing         | Kawasaki ZX-10R        | 20   | +54.314   | 17º     |       |
| 17º  | 11  | Saeed Al Sulaiti          | Pedercini Racing         | Kawasaki ZX-10R        | 20   | +1'06.541 | 20º     |       |
| 18º  | 34  | Davide Giugliano          | Aruba.it Racing - Ducati | Ducati 1199 Panigale R | 20   | +1'09.530 | 6º      |       |
| 19º  | 9   | Dominic Schmitter         | Grillini Racing          | Kawasaki ZX-10R        | 20   | +1'40.904 | 23º     |       |
| 20º  | 56  | Péter Sebestyén           | Team Tóth                | Yamaha YZF R1          | 19   | +1 giro   | 22º     |       |
| 21º  | 19  | Sahustchai Kaewjaturaporn | Grillini Racing          | Kawasaki ZX-10R        | 19   | +1 giro   | 25º     |       |
| 22º  | 10  | Imre Tóth                 | Team Tóth                | Yamaha YZF R1          | 19   | +1 giro   | 24º     |       |
| 23º  | 14  | Anucha Nakcharoensri      | Yamaha Thailand Racing   | Yamaha YZF R1          | 17   | +3 giri   | 21º     |       |

#### Ritirati
| Nº | Pilota        | Squadra               | Motocicletta       | Giri | Griglia |
| -- | ------------- | --------------------- | ------------------ | ---- | ------- |
| 17 | Karel Abraham | Milwaukee BMW         | BMW S1000 RR       | 19   | 11º     |
| 69 | Nicky Hayden  | Honda World Superbike | Honda CBR1000RR SP | 9    | 8º      |

### Gara 2

#### Arrivati al traguardo
| Pos. | Nº  | Pilota                    | Squadra                  | Motocicletta           | Giri | Tempo     | Griglia | Punti |
| ---- | --- | ------------------------- | ------------------------ | ---------------------- | ---- | --------- | ------- | ----- |
| 1º   | 66  | Tom Sykes                 | Kawasaki Racing          | Kawasaki ZX-10R        | 20   | 31'33.493 | 3º      | 25    |
| 2º   | 1   | Jonathan Rea              | Kawasaki Racing          | Kawasaki ZX-10R        | 20   | +0.190    | 2º      | 20    |
| 3º   | 7   | Chaz Davies               | Aruba.it Racing - Ducati | Ducati 1199 Panigale R | 20   | +0.314    | 4º      | 16    |
| 4º   | 60  | Michael van der Mark      | Honda World Superbike    | Honda CBR1000RR SP     | 20   | +5.199    | 1º      | 13    |
| 5º   | 69  | Nicky Hayden              | Honda World Superbike    | Honda CBR1000RR SP     | 20   | +10.643   | 8º      | 11    |
| 6º   | 50  | Sylvain Guintoli          | Pata Yamaha              | Yamaha YZF R1          | 20   | +13.068   | 5º      | 10    |
| 7º   | 21  | Markus Reiterberger       | Althea BMW Racing        | BMW S1000 RR           | 20   | +14.481   | 9º      | 9     |
| 8º   | 81  | Jordi Torres              | Althea BMW Racing        | BMW S1000 RR           | 20   | +14.504   | 10º     | 8     |
| 9º   | 32  | Lorenzo Savadori          | IodaRacing               | Aprilia RSV4 RF        | 20   | +21.694   | 18º     | 7     |
| 10º  | 34  | Davide Giugliano          | Aruba.it Racing - Ducati | Ducati 1199 Panigale R | 20   | +23.794   | 6º      | 6     |
| 11º  | 2   | Leon Camier               | MV Agusta Reparto Corse  | MV Agusta 1000 F4      | 20   | +27.205   | 14º     | 5     |
| 12º  | 40  | Román Ramos               | Team GoEleven            | Kawasaki ZX-10R        | 20   | +32.309   | 15º     | 4     |
| 13º  | 151 | Matteo Baiocco            | VFT Racing               | Ducati 1199 Panigale R | 20   | +36.672   | 12º     | 3     |
| 14º  | 15  | Alex De Angelis           | IodaRacing               | Aprilia RSV4 RF        | 20   | +38.761   | 19º     | 2     |
| 15º  | 17  | Karel Abraham             | Milwaukee BMW            | BMW S1000 RR           | 20   | +39.789   | 11º     | 1     |
| 16º  | 25  | Joshua Brookes            | Milwaukee BMW            | BMW S1000 RR           | 20   | +42.840   | 13º     |       |
| 17º  | 20  | Sylvain Barrier           | Pedercini Racing         | Kawasaki ZX-10R        | 20   | +46.158   | 17º     |       |
| 18º  | 14  | Anucha Nakcharoensri      | Yamaha Thailand Racing   | Yamaha YZF R1          | 20   | +1'04.628 | 21º     |       |
| 19º  | 9   | Dominic Schmitter         | Grillini Racing          | Kawasaki ZX-10R        | 20   | +1'21.675 | 23º     |       |
| 20º  | 56  | Péter Sebestyén           | Team Tóth                | Yamaha YZF R1          | 20   | +1'21.687 | 22º     |       |
| 21º  | 10  | Imre Tóth                 | Team Tóth                | Yamaha YZF R1          | 19   | +1 giro   | 24º     |       |
| 22º  | 19  | Sahustchai Kaewjaturaporn | Grillini Racing          | Kawasaki ZX-10R        | 19   | +1 giro   | 25º     |       |

#### Ritirati
| Nº | Pilota           | Squadra          | Motocicletta           | Giri | Griglia |
| -- | ---------------- | ---------------- | ---------------------- | ---- | ------- |
| 22 | Alex Lowes       | Pata Yamaha      | Yamaha YZF R1          | 9    | 7º      |
| 12 | Javier Forés     | Barni Racing     | Ducati 1199 Panigale R | 9    | 16º     |
| 11 | Saeed Al Sulaiti | Pedercini Racing | Kawasaki ZX-10R        | 7    | 20º     |

### Supersport

#### Arrivati al traguardo
| Pos. | Nº  | Pilota              | Squadra                              | Motocicletta     | Giri | Tempo     | Griglia | Punti |
| ---- | --- | ------------------- | ------------------------------------ | ---------------- | ---- | --------- | ------- | ----- |
| 1º   | 16  | Jules Cluzel        | MV Agusta Reparto Corse              | MV Agusta F3 675 | 17   | 28'09.359 | 1º      | 25    |
| 2º   | 1   | Kenan Sofuoğlu      | Kawasaki Puccetti Racing             | Kawasaki ZX-6R   | 17   | +0.812    | 3º      | 20    |
| 3º   | 2   | Patrick Jacobsen    | Honda World Supersport               | Honda CBR600RR   | 17   | +0.956    | 4º      | 16    |
| 4º   | 21  | Randy Krummenacher  | Kawasaki Puccetti Racing             | Kawasaki ZX-6R   | 17   | +1.237    | 2º      | 13    |
| 5º   | 111 | Kyle Smith          | CIA Landlord Insurance Honda         | Honda CBR600RR   | 17   | +3.644    | 6º      | 11    |
| 6º   | 25  | Alex Baldolini      | Race Department ATK#25               | MV Agusta F3 675 | 17   | +8.846    | 5º      | 10    |
| 7º   | 63  | Zulfahmi Khairuddin | Orelac Racing VerdNatura             | Kawasaki ZX-6R   | 17   | +11.457   | 13º     | 9     |
| 8º   | 87  | Lorenzo Zanetti     | MV Agusta Reparto Corse              | MV Agusta F3 675 | 17   | +11.692   | 16º     | 8     |
| 9º   | 4   | Gino Rea            | GRT Racing                           | MV Agusta F3 675 | 17   | +11.720   | 9º      | 7     |
| 10º  | 69  | Ondřej Ježek        | Team GoEleven                        | Kawasaki ZX-6R   | 17   | +20.695   | 17º     | 6     |
| 11º  | 24  | Decha Kraisart      | Yamaha Thailand Racing               | Yamaha YZF R6    | 17   | +22.087   | 14º     | 5     |
| 12º  | 19  | Kevin Wahr          | Gemar Balloons - Team Lorini         | Honda CBR600RR   | 17   | +25.583   | 11º     | 4     |
| 13º  | 68  | Glenn Scott         | Gemar Balloons - Team Lorini         | Honda CBR600RR   | 17   | +26.243   | 18º     | 3     |
| 14º  | 81  | Luke Stapleford     | CIA Landlord Insurance Profile Honda | Honda CBR600RR   | 17   | +27.193   | 10º     | 2     |
| 15º  | 41  | Aiden Wagner        | GRT Racing                           | MV Agusta F3 675 | 17   | +31.393   | 21º     | 1     |
| 16º  | 11  | Christian Gamarino  | Team GoEleven                        | Kawasaki ZX-6R   | 17   | +34.357   | 20º     |       |
| 17º  | 64  | Federico Caricasulo | Bardahl Evan Bros. Honda Racing      | Honda CBR600RR   | 17   | +38.101   | 15º     |       |
| 18º  | 44  | Roberto Rolfo       | Factory Vamag                        | MV Agusta F3 675 | 17   | +40.696   | 23º     |       |
| 19º  | 10  | Nacho Calero        | Orelac Racing VerdNatura             | Kawasaki ZX-6R   | 17   | +54.665   | 22º     |       |
| 20º  | 78  | Hikari Ōkubo        | CIA Landlord Insurance Honda         | Honda CBR600RR   | 17   | +1'04.029 | 12º     |       |
| 21º  | 35  | Stefan Hill         | CIA Landlord Insurance Honda         | Honda CBR600RR   | 17   | +1'09.167 | 24º     |       |
| 22º  | 83  | Lachlan Epis        | Response RE Racing                   | Kawasaki ZX-6R   | 17   | +1'16.349 | 25º     |       |

#### Ritirati
| Nº | Pilota              | Squadra                   | Motocicletta     | Giri | Griglia |
| -- | ------------------- | ------------------------- | ---------------- | ---- | ------- |
| 59 | Ratthapong Wilairot | A.P.Honda Racing Thailand | Honda CBR600RR   | 5    | 7º      |
| 77 | Kyle Ryde           | Ranieri Med - SC Racing   | Yamaha YZF R6    | 4    | 19º     |
| 88 | Nicolás Terol       | Schmidt Racing            | MV Agusta F3 675 | 0    | 8º      |